# Gorzyce (Przeworsk)
Pour les articles homonymes, voir Gorzyce.
Gorzyce est une localité polonaise de la gmina de Tryńcza, située dans le powiat de Przeworsk en voïvodie des Basses-Carpates.